# هریتیج اسکوئر (گلدن، کلرادو)
هریتیج اسکوئر (انگلیسی: Heritage Square) یک پارک تفریحی بود که در گلدن، کلرادو، ایالات متحده در سال‌های ۱۹۵۷–۱۹۵۹ ساخته شد. این پارک به‌طور رسمی در ژوئن ۲۰۱۸ بسته شد.
- میدان میراث (فایت ویل، کارولینای شمالی)، مکانی شامل خانه سندفورد
- میدان میراث (گلدن، کلرادو)، یک پارک تفریحی
- میدان میراث، فینیکس، گروهی از خانه‌های اصلی در مرکز شهر فینیکس، آریزونا
- میدان میراث (سورات، گجرات)، میدانی در بازار چوک، هند
- ایستگاه هریتیج اسکوئر، در سیستم ریلی متروی لس آنجلس[۲]

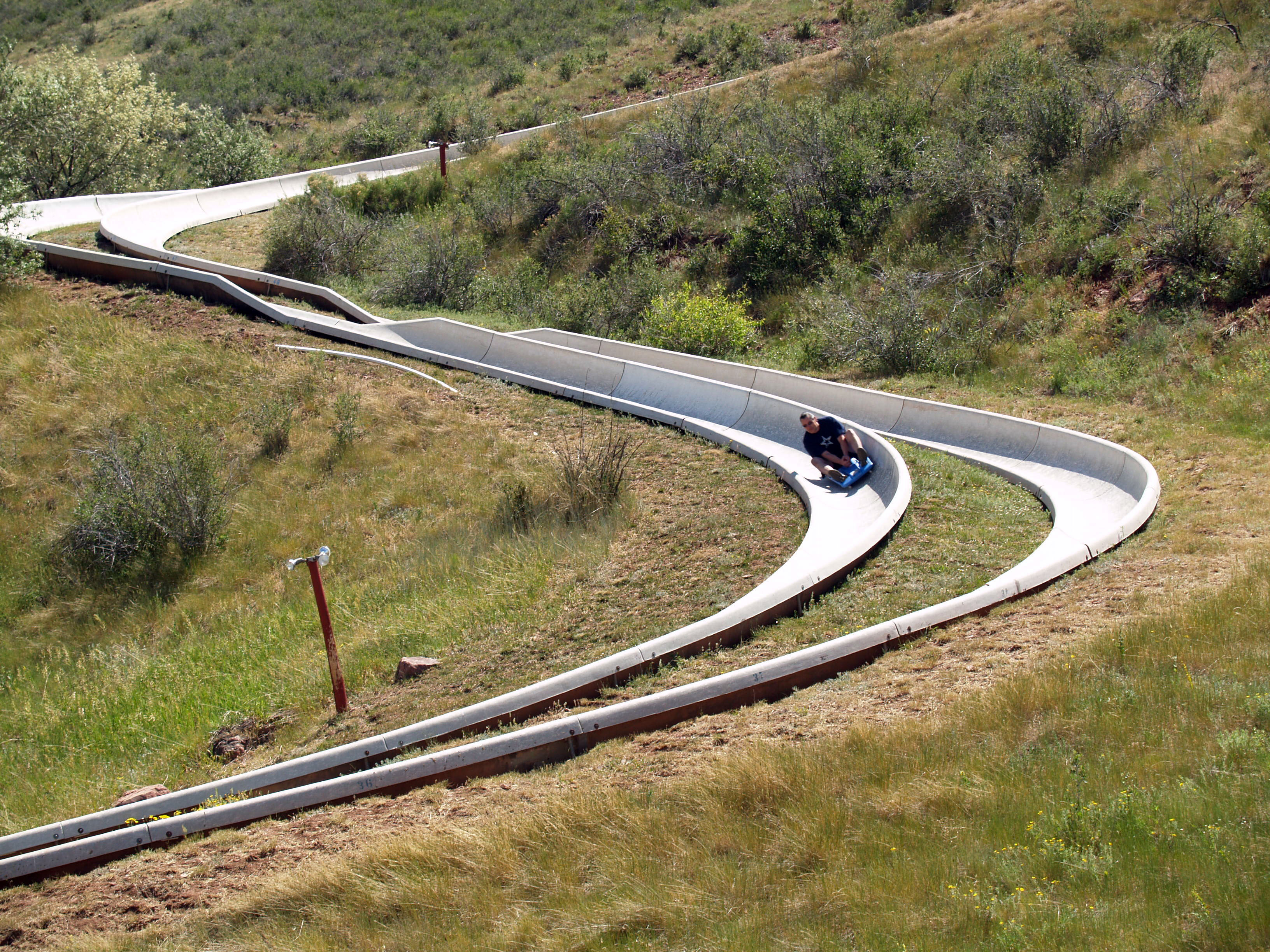
سرسره آلپاین در تپه جکسون.

## تاریخچه
والتر فرانسیس کاب و جان کالوین ساتون در سال ۱۹۵۷ شرکت Magic Mountain جهت سرمایه‌گذاری برای ساخت پارک جدید به اشتراک گذاشتند. در ابتدا، پارک جدید، طاقچه شمال شرقی کوه تیبل جنوبی، درست در شرق گلدن، کلرادو را به عنوان محل هدف قرار داد و ۴۶۰ جریب فرنگی (۱٫۹ کیلومتر مربع) خریداری کرد. این کار با مخالفت شدید ساکنان نزدیک اپلوود، کلرادو روبرو شد که نسبت به تأثیر توسعه از جمله ترافیک و ساخت و ساز بر زیبایی منظره اعتراض کردند.